# جوسيف شميد
جوسيف شميد (بالألمانية: Josef Schmid؛ بالإنجليزية: Josef Schmid) هو موزع وملحن أمريكي وألماني، ولد في 1890، وتوفي في 1969.